# BFG 9000
BFG 9000 – fikcyjna broń, która po raz pierwszy pojawiła się w grach komputerowych z serii Doom. BFG 9000 przedstawiony jest jako duże masywne metalowe działo, które strzela dużymi kulami zielonej plazmy. Jest najpotężniejszą bronią w grze, mogącą zabić większość wrogów jednym strzałem. Późniejsze gry z gatunku FPS zawierały podobne rodzaje broni.
Skrót BFG najczęściej rozszerzany jest jako big fucking gun, chociaż w filmie Doom występuje ona jako bio-force gun. Skrót jest także rozwijany jako big fragging gun. W polskim tłumaczeniu filmu dowódca oddziału marines rozszerza skrót jako bardzo fajna giwera.
Serwis IGN umieścił BFG 9000 na drugim miejscu na liście 100 najlepszych broni w grach komputerowych.